# Daniel Francis
Daniel Francis, né le 10 juillet 2002 à Bradford, est un footballeur international sierraléonais qui évolue au poste d'arrière gauche au Rot-Weiss Ahlen.

## Biographie

### Carrière en club
Né en Angleterre, Francis est issu du centre de formation de Bradford City, dont il joue avec les moins de 18 ans dès 2020,, avant d'être transféré au Rot-Weiss Ahlen en Allemagne, à l'été 2021,,. Il y fait ses débuts en équipe senior le 20 février 2021, lors d'un match de Regionalliga contre le SC Wiedenbrück.

### Carrière en sélection
Francis fait ses débuts avec l'équipe du Sierra Leone le 26 août 2021, lors d'un match amical 0-0 contre l'Éthiopie.
En janvier 2022, il est retenu par le sélectionneur John Keister (en) pour la Coupe d'Afrique des nations 2021 organisée au Cameroun,,,.